# U-Boot-Klasse XXVI
Die U-Boot-Klasse XXVI war ein U-Boot-Projekt der deutschen Kriegsmarine gegen Ende des Zweiten Weltkrieges. Es wurden nur vier Boote in Auftrag gegeben, von denen keines fertiggestellt werden konnte.

## Konzeption
Nachdem man im U-Bootbau im Zuge der Entwicklung der Typen XXI und XXIII verstärkt auf den Elektroantrieb gesetzt hatte, wurden die Entwürfe der Typen XVII, XVIII und XXII der Walterwerke nicht weiter verfolgt. Als sich herausstellte, dass die XXI-Boote ungeeignet für die taktischen Vorgaben der Geleitzugschlachten waren, sah das Kieler Familienunternehmen erneut die Chance für ein „Walter-U-Boot“ gekommen und legte am 12. Oktober 1943 ein Konzept mit der Bezeichnung XXVI A vor. Am 28. März des folgenden Jahres entschied der Oberbefehlshaber der Kriegsmarine Karl Dönitz, das Boot unter der Typbezeichnung XXVI W (für Walter) realisieren zu lassen. Eine Woche später formulierte die Seekriegsleitung die Anforderungen, die der neue Bootstyp zu erfüllen habe, der nun die Bezeichnung XXVI erhielt. Anschließend wurde das Ingenieurbüro Glückauf (IBG) mit der Fertigkonstruktion betraut und angewiesen, ebenfalls den Bau der Boote vorzubereiten. Die IBG konzipierte die Fertigung der Typ-XXVI-Boote in der sogenannten Sektionsbauweise. Hierfür sollte der Bau der Rohsektionen des jeweiligen Bootes in einer Stahlbauanstalt erfolgen und darauf aufbauend die einzelnen Sektionen dann bei spezialisierten U-Bootwerften gefertigt werden. Abschließend sollten diese Sektionen an eine große Schiffswerft geliefert und dort zu einem U-Boot zusammengebaut werden. Typ XXVI war als Hochsee-U-Boot mit Walter-Antrieb konzipiert, der es auf eine Unterwassergeschwindigkeit von 43 km/h beschleunigen sollte. Es hätte eine Besatzung von drei Offizieren und 30 Mann gehabt. Am 26. Mai erging der Bauauftrag über 100 Boote dieses Typs an die Schichau-Werft in Danzig, die bereits durch die Fertigung der Typ XXI-Boote einschlägige Erfahrung mit dem Sektionsbau hatte.

## Bewaffnung und Aufbau
Die Bewaffnung bestand aus zehn Torpedorohren, davon vier am Bug. Bei der Entwicklung der deutschen U-Boote, die mit einem Walter-Antrieb ausgerüstet werden sollten, wurden keine Torpedorohre am Heck eingeplant, denn dort befand sich bei den „Walter-Booten“ ein abgeschotteter Turbinenraum, der die Bedienung rückwärtiger Torpedorohre verkomplizierte hätte. Aus diesem Grund wurde Typ XXVI mit sechs Seitentorpedorohren konzipiert, die sich auf Höhe des Kommandoraums befanden, und schräg nach hinten gerichtet waren. Jedes Torpedorohr des Bootes sollte mit einem Torpedo bestückt sein. Reservetorpedos waren nicht vorgesehen, so dass das aufwändige Laden der Torpedorohre während der Fahrt entfiel. Ein Herausziehen der Torpedos aus den Rohren um etwa 2,5 m, um – etwa alle drei bis vier Tage – das Material zu pflegen, war nur möglich, wenn einige der Kojen des Mannschaftsraumes im Bug hochgeklappt wurden. Artilleriebewaffnung oder ein klassischer Turm, der teilweise auch Raum für die Kommandobrücke umschloss, waren – anders als heute auf vielen künstlerischen Darstellungen abgebildet – bei der U-Boot-Klasse XXVI nicht vorgesehen. Stattdessen wurde die Zentrale des Bootes tiefer im Schiffskörper integriert als seinerzeit üblich und ermöglichte so deutlich schmalere und strömungsgünstigere Decksaufbauten für Schnorchel, Antennen und Sehrohre.

## Bau
Der Hauptausschuß Schiffbau legte Anfang Mai 1944 einen Produktionsplan vor, der insgesamt 66 fertigzustellende Boote für das Jahr 1945 einplante, wobei der Serienbau im Mai 1945 beginnen sollte. Nach einer Überarbeitung der vom IBG geplanten Fertigungszeiten – acht Wochen für die Rohsektionen, sechs Wochen für den Sektionsbau und sieben Wochen für die Montage – wurde die zu produzierende Anzahl für das Jahr 1945 auf 74 Boote erhöht. Der Auftrag über die Fertigung von 100 Booten – U 4501 bis U 4600 – wurde am 6. Mai 1944 zunächst an die Schichau-Werft in Danzig vergeben, die bereits durch die Fertigung der Typ XXI-Boote einschlägige Erfahrung mit dem Sektionsbau hatte. Als Rohstahlbedarf wurde für die hundert Boote eine Menge von 46.240 t veranschlagt. Am 27. August desselben Jahres wurde der Auftrag durch die Blohm + Voss-Werft übernommen. Die Hamburger Werft war auf die Montage von Walter-Anlagen ebenso spezialisiert, wie auf die Montage von Sektionen. Die Ausliefertermine für die ersten fünf Boote wurden bei diesem gemeinsamen Termin wie folgt kalkuliert: U 4501 im März 1945, U 4502 im April 1945, U 4503 und U 4504 im Juni 1945 und U 4505 im Juli 1945. Im Rahmen des U-Bootbau-Notprogramms reduzierte der Hauptausschuß Schiffbau gegenüber Blohm + Voss die Bestellmenge am 22. Januar 1945 um ein Boot. Bis Kriegsende waren einige Abschnitte für U 4501 bis U 4504 im Bau. Die anderen Planungen wurden nicht mehr umgesetzt.